# DUEE
DUEEは、兵庫県明石市にあったアダルトゲームブランド。

## 略歴
- 平岸カヲルの個人サイトDUEEとして開設
- 2003年　「ロケットの夏」のソフトディレクターDAIの協力のもと同人ゲームLast Memoryを製作
- 2005年　戯画パートナーブランドに加盟し商業デビュー
- 2006年　姉妹ブランド『アトリエＤ』を立ち上げる。
- 2010年　DUEE解散

## 作品一覧

### 同人ゲーム
- 2003年6月24日　　Last Memory

### 商業ゲーム
- 2005年1月28日　マロングラッセ
- 2009年11月27日　つく×つく～お姉さんナースに尽くされるゲーム～

## 姉妹ブランド
アトリエＤ
- 2006年2月24日　ナースのお勉強 やさしくわかる看護技術（入門編）
- 2006年10月6日　個室病室
- 2008年2月18日　ナースのお勉強 応用編～受けシチュ以外は絶対禁止!～